# Mirko Rupel
Mirko Rupel, slovenski literarni zgodovinar, jezikoslovec, bibliotekar, * 28. avgust 1901, Trst, † 20. oktober 1963, Maribor.
Najbolj uveljavljeni raziskovalec slovenske reformacije se je rodil 28. avgusta 1901 v Trstu, v narodno zavedni uradniški družini, očetu Jakobu, carinskemu uradniku in materi Elviri, hčeri slovenskega politika s Proseka Iv. Nabergoja. V družini je zrasel še mlajši brat Karlo, violinist in glasbeni pedagog. Ob koncu prve svetovne vojne in razpadu Avstro-Ogrske se je družina preselila v Ljubljano.

## Šolanje
Mirko Rupel je osnovno šolo in gimnazijo obiskoval v Trstu, kjer je leta 1919 tudi maturiral. Po zlomu Avstro-Ogrske se je s starši preselil v Ljubljano, kjer se je v prvi generaciji študentov vpisal na takrat ustanovljeno ljubljansko univerzo. Med njegovimi profesorji na gimnaziji je bil tudi slovenski bibliotekar Avgust Pirjevec, ki je igral ključno vlogo tudi pri odločitvi za nadaljevanje šolanja na Filozofski fakulteti, kjer je študiral slovenščino, na univerzi pa je bil njegov mentor France Kidrič. Poleg slavistike je študiral tudi romanistiko, ter 27.junija 1923 doktoriral na podlagi doktorske disertacije o eni najpomembnejših Trubarjevih versko dogmatičnih knjig Articuli oli dejli te prave, stare vere krščanske in se nato  v Parizu na Sorboni izpopolnjeval 8 mesecev s pomočjo štipendije francoskega ministrstva za prosveto. Od septembra 1952 leta in do marca 1953 leta je kot štipendist Unesca študiral in proučeval bibliotekarstvo zahodne Evrope (Francije, Švice in Belgije). Ime bibliotekarja dr. Rupla je postalo ugledno tudi v mednarodnem bibliotekarskem svetu, tako da mu je bilo zaupano vodenje delovne skupine na simpoziju za vodje evropskih nacionalnih knjižnic, ki ga je priredil Unesco leta 1958 na Dunaju.  

## Delo
Prvi ravnatelj knjižnice (1946-1963) je bil dejaven na vrsti področij, zlasti kot literarni zgodovinar, jezikoslovec, znanstveni svetnik, slavist z doktoratom in romanist, ki je dotlej bil srednješolski profesor, pozneje pa tudi honorarni visokošolski predavatelj za odrski jezik oziroma za starejše slovensko slovstvo, in bibliotekar. Za njim je postal ravnatelj knjižnice, slavist, književnik, bibliotekarski svetovalec Jaro Dolar. 
Od leta 1926 je poučeval na ljubljanski klasični gimnaziji do premestitve, ki se je zgodila 4.maja 1946 v Narodno nacionalno knjižnico v Ljubljani, katere je bil tudi upravnik oziroma ravnatelj od datuma 13.novembra 1946, pa do njegove smrti. Ob tem je med letoma 1946 in 1950 na Akademiji za igralsko umetnost honorarno predaval odrski jezik, leta 1949 pa je za Francetom Kidričem prevzel še predavanje o starejši slovenski književnosti na Filozofski fakulteti v Ljubljani. Po pobudah na Ljubljanski univerzi od profesorja Kidriča in Ramovša začne proučevati slovensko reformacijo, protireformacijo  in barok , katere postanejo njegova glavna delovna področja, saj se jim je posvečal od študijskih let pa vse do svojih zadnjih dni; zgodovine starejših dob slovenske književnosti je obravnaval kot raziskovalec, srednješolski in univerzitetni učitelj, urednik knjižnih izdaj, prevajalec in popularizator. 
Dr.Rupel je izdajal tudi tekste. Leta 1934 je izdal reprezentativno analogijo Slovenski protestantski pisci, obenem pa je pripravil še skrajšano izdajo za šolsko rabo. Med teksti, ki jih je izdajal so tudi teksti o protestantskih piscih. Predvsem se je posvečal Janezu Svetokriškemu in J. V. Valvasorju. Poleg je objavljal arhivsko gradivo in članke o posameznih avtorjih, največ o Trubarju. Napisal je tudi veliko člankov za Enciklopedijo Jugoslavije in Slovenski biografski leksikon. Odkril in objavil je več zgodnjih slovenskih tiskov ter kulturnozgodovinsko pomembnih korespondenc in arhivskih dokumentov. Izdajal je izbrana besedila in posamezne knjige, zato so ga tudi poimenovali prešernoslovec, saj je pripravil izdajo Poezij dr. Franceta Prešerna in po smrti Franceta Kidriča dokončal Prešernov album. Uredil je Jurčičeva zbrana dela in posamezne knjige že prej omenjenega Prešerna, potem pa še knjige Valjavca, Gregorčiča in Župančiča. Za gledališče je priredil v primorskem narečju Goldonijevo komedijo Primorske zdrahe in Držićevega Dunda Maroja, ki je pri njem postal Boter Andraž. Starejše dobe je sintetično obdelal v Zgodovini slovenskega slovstva I. V svojih zadnjih letih je raziskoval predvsem Trubarjevo življenje in delo ter ga obdelal v monografiji. Kot šolnik je sodeloval pri raznih učbenikih, poudarili bi lahko sodelovanje na jezikoslovnem področju z A. Bajcem in R. Kolaričem pri Slovenski slovnici (1947, 1956) in Slovenskem pravopisu (1950, 1962).
Na začetku petdesetih let je kot priznan strokovnjak sodeloval pri obeleževanju štiristoletnice prve slovenske knjige. Njegov najpomembnejši prispevek je bil Drugi Trubarjev zbornik (1952) z razpravami, ki posegajo na področja več humanističnih in družbenih ved. Ogrodje za Trubarjevo biografijo je pred nekaj desetletji v glavnih potezah očrtal ali vsaj nakazal že France Kidrič, Rupel ga ni spreminjal, torej ga je ohranil, ampak ga je seveda tudi na marsikaterem mestu znatno dopolnil. Že prej omenjena biografija o Trubarju je najprej izšla v srbskem prevodu (1960), dve leti kasneje pa še v slovenščini. Pripravljal je še nemško verzijo, vendar njenega izida, ki se je zgodil leta 1965, ni več doživel, saj je umrl 20.oktobra 1963 v Mariboru. 
Največ uspeha je dosegel v letih 1952-53, ko je kot štipendist Unesca nekaj mesecev preučeval bibliotekarstvo v Franciji, Švici in Belgiji in plod iskanja v tujih in domačih arhivih in knjižnicah je prineslo vrsta novih dokumentov. Našel je 14 Trubarjevih pisem in 8 dotlej neznanih tiskov; prek enega od njih je pripeljal v razvid dotlej neznanega avtorja, Matijo Trosta. Vrhunec tega je najdba prek 60 novih izvodov že znanih tiskov, zato je najprej poskrbel, da je NUK dobila fotografske posnetke vseh novih najdb. O njih je seveda sproti poročal, o tiskih bolj obširneje v knjigi Nove najdbe naših protestantik 16.stoletja (1954).  
Od leta 1946 je vodil oddajo, z zelo odmevnimi Jezikovnimi pogovori na Radiu Ljubljana in z njo dobrih petnajst let gojil kulturo javnega izražanja v slovenščini. Leta 1946 mu je pripadla čast, da nadaljuje delo priznanih slovenskih bibliotekarskih delavcev, kot so Matija Čop, Fran Levstik, Pintar, Žigon, Joža Glonar, Janko Šlebinger in Avgust Pirjevec.  
Že takoj na začetku njegove bibliotekarske kariere ni bil samo jezikoslovec, zgodovinar in bibliotekar. Deloval je na vrsto področij. Že pred vojno je bil predsednik slovenskega Slavističnega društva (1937-39), zlasti pa se je uveljavil kot agilni organizator in soustanovitelj Društva bibliotekarjev Slovenije (1947), kateremu je nato predsedoval celo desetletje ter soustanovitelj Zveze društev bibliotekarjev Jugoslavije kot organizator njenega ustavnega kongresa in njen predsednik, oziroma vodilni funkcionar. Ni bilo bibliotekarskega sestanka, zborovanja ali strokovnega posvetovanja, da ne bi dr. Rupel na njem aktivno deloval ali kot organizator ali kot predavatelj. Bil član sveta za kulturo in prosveto LRS in član komisije za slovensko gramatiko in pravopis pri SAZU. Urejeval je tudi vestnik in posledično bil urednik Znanstvenega vestnika Akademske založbe. Po sodobnih strokovnih načelih je organiziral dotedanje (nabava, akcesija, katalogizacija, bibliografija, periodični tisk, informacije in izposoja ter rokopisna in kartografska zbirka) in nove delovne enote (glasbena in francoska zbirka, centralni katalog, republiška matična služba) ter uvedel  mednarodno dogovorjene postopke za strokovno obdelavo, hranjenje in izposojo knjižničnega gradiva. Poskrbel je za organizirano pripravo in izhajanje splošne letne slovenske bibliografije, delo za slovensko retrospektivno bibliografijo in slovensko književnost pa obogatil iz 16.stoletja. Poleg vsega je tudi organiziral in vodil prve večmesečne knjižničarske strokovne tečaje in občasno enoletno strokovno šolo.

## Nagrade, priznanja in odlikovanja
- Prešernova nagrada (1950)

## Objave, pomembna dela
- Trubarjevi Artikuli, (1927) (COBISS)
- Slovenski protestantski pisci, (1934) (COBISS)
- Valvasorjevo berilo, (1936) (COBISS)
- Sacrum Promptuarium Janeza Svetokriškega, (1937) (COBISS)
- Prešeren in popotnik iz Stolpa v Gdansk, (1945/6)
- Slovensko pravorečje, (1946) (COBISS)
- Josip Jurčič, Zbrano delo 1–9, (1946–60)
- Nove najdbe naših protestantik XVI. stoletja, (1954) (COBISS)
- Zgodovina slovenskega slovstva I, (1956)
- Trubariana, (1958) (COBISS)
- Primož Trubar – Življenje in delo, (1962) (COBISS)
- Primorske zdrahe, (1985) (COBISS)
- Boter Andrash, (1957) (COBISS)